# Trucco (gioco di carte)
Trucco è un popolare gioco di carte giocato in Italia, in Sudamerica ( Argentina, Brasile, Venezuela, Uruguay, Paraguay, Cile) e in Spagna (soprattutto a Valencia e nelle Baleari). 
Si gioca con un mazzo spagnolo o mazzi a semi Italiani (Spade, Coppe, Denari, Bastoni), in due, quattro, sei o otto giocatori. Quando si gioca in quattro, sei o otto giocatori, ci si divide in due squadre.

Esiste un campionato mondiale, giunto alla XII edizione, che si svolge a Nibbiano, Alta Val Tidone in provincia di Piacenza.. L'ultima edizione del campionato mondiale ha visto trionfare la coppia nibbianese formata da Scianka e Giolitti, attuali campioni del mondo di Trucco. 

## Descrizione
Ogni giocatore riceve tre carte dal mazzo.
La forma più comune del gioco è la versione a quattro giocatori, in cui ci sono due squadre di due giocatori, che si siedono uno di fronte all'altra.
Secondo l'originale argentina e alcune varianti italiane la partita si svolge finché una delle due squadre non raggiunge i 31 punti. In caso di pareggio chi guadagna più punti nell'ultima mano avrà vinto la gara.
Altre varianti prevedono che il gioco si svolga fino a quando una squadra vinca due round con 31 punti o più o che una delle due squadre arrivi a 40 punti. In caso di pareggio (un round a squadra) il terzo ed ultimo round si vince con 31 punti o più. In caso di pareggio (30 pari) chi fa il primo punto vince.
Qualunque punteggio può essere scommesso per far segnare punti in più alla tua squadra. Le offerte possono essere accettate, rifiutate o aumentate. Bluffare e capire i bluff altrui è fondamentale ai fini del gioco.
Ogni giocatore può rientrare al massimo 3 volte (volendo anche con un socio diverso iscritto ma non in gara).

## Valore delle carte
Questo è l'ordine delle carte. Naturalmente è la carta più alta che prende sulle altre.
- Asso di spade
- Asso di bastoni
- Sette di spade
- Sette di denari
- I tre
- I due
- Gli assi rimanenti
- I re
- I cavalli
- I Fanti
- I sette rimanenti
- I sei
- I cinque
- I quattro (la carta con meno valore del gioco)

Talvolta per aumentare il numero di carte "brave" (i due assi neri, il sette di spade e il sette di denari) in mano ai giocatori di modo che il gioco sia più avvincente vengono scartati i 2, in questo caso saranno i 4 ad avere il valore dei 2.

## La mano
La mano (mano viene chiamato anche il primo di mazzo, mentre il suo compagno è il piede) si divide principalmente in due parti:
La prima consiste nel chiamare l'invito, mentre la seconda nella presa delle carte e quindi nel chiamare, o no, trucco.
Mentre almeno un punto per il trucco viene sempre assegnato; nel caso nessun giocatore chiami l'invito, nessun punto sarà assegnato.

### Invito
Quando si gioca in due persone l'invito (envido nella versione sudamericana, italianizzato anche come "invido") viene chiamato prima di giocare le carte. Quando si gioca in più persone tocca alla mano e al giocatore successivo a chiamare l'invito. Bisogna ricordarsi che l'invito ha la precedenza sul trucco.
Quando l'invito viene chiamato il giocatore può rispondere:
- Quiero(italianizzato Chiero) : Accetta l'invito, chi vince prende due punti, e si confrontano i punti dell'invito
- No Quiero(italianizzato non si chiero/ no hai) : Rifiuta l'invito l'avversario prende un punto. Nella versione fedele a quella sudamericana si può rifiutare anche dicendo "No a Venido".

Inoltre si può anche rilanciare all'invito, rispondendo con altri tipi di invito, o con l'invito stesso, alzando la posta sommando il valore degli inviti chiamati.
Nel caso il rilancio all'invito non venga accettato si prendono i punti dell'invito o della somma degli inviti chiamati in precedenza.
- Invito (Di risposta all'invito chiamato): Si risponde all'invito, aggiungendo altri due punti.
- Reale Invito (Real Invido): Del valore di tre punti.
- Due Reale Invito (non presente in tutte le versioni): Del valore di Sei punti (Due inviti reali)
- Tre Reale Invito (nella versione giocata a Caloveto in provincia di Cosenza): vale 9 punti.
- Forte Invito (Falta Invido): Se entrambe le squadre si trovano sotto la metà del punteggio prefissato per la vittoria della partita (solitamente 30, quindi 15) la squadra che vince il forte invito ha vinto la partita. Se anche una sola squadra si trova sopra i 15 punti si prendono i punti di scarto dell'avversario dal punteggio prefissato per la vittoria.

Queste forme di invito possono essere chiamate tutte in maniera diretta, senza necessità di rilanciare prima. Se vengono chiamati direttamente e non quierati la squadra che li ha chiamati prende sempre un punto.
Alcune varianti presentano altre forme di invito: è il caso del Regolare Invito che vale il punteggio di scarto tra le due squadre.
Nella versione di Caloveto il Falta Invido rappresenta una chiamata inappellabile e uno stop ai rilanci: o si quiera o no. 

#### Calcolo dell'invito
L'invito si calcola seguendo la logica che tutte le carte numeriche hanno come punteggio il loro valore (Asso 1, Due 2, Tre, 3...) e le figure valgono 0 (mezzo punto in Lomellina). Come invito si calcola la carta più alta che si ha.
Quando si ha una coppia di carte dello stesso seme si sommano i loro punteggi aggiungendo venti punti di bonus. (Es: Tre di Coppe, Due di Bastoni e Sei di coppe: 3 + 6 + 20 = 29).
Il punteggio più alto è 6+7(+20)=33; mentre nel caso si abbiano tre figure di semi diversi, si deve "cantare" come punteggio: Figura (o mezzo, il punteggio più basso del gioco)

### Flor (Fro)
Le varianti italiane presentano la Flor (o Fro), in gran parte delle loro forme, mentre in argentina si gioca solitamente senza di essa.
Per avere una Fro bisogna avere tre carte dello stesso seme in mano. Quando si gioca con Flor, qualsiasi giocatore deve annunciarlo o si rischia una penalità, lo stesso se un giocatore la "canta" senza averla.
Il giocatore che ha la Fro conquista 3 punti per ogni Flor annunciata. D'altra parte, se un giocatore non ha Flor, quel giocatore non può annunciare una Flor.
Quando viene annunciata la Fro nella mano non può essere più chiamato l'Invito.
Il calcolo del punteggio della Flor è uguale a quello dell'invito, sommando i valori delle carte e aggiungendo venti. In alcuni casi il punteggio viene conteggiato con trenta punti di base per calcolarlo.
La Flor deve essere chiamata prima di giocare una carta, vale a dire nel proprio turno, tranne nel caso che un giocatore abbia prima chiamato l'invito, in quel caso dovrà annunciarla in quel momento. Se il giocatore avversario ha Flor ci troviamo di fronte a situazioni diverse:
- Fro: Se un altro giocatore dice "Quiero Flor" chi possiede il punteggio più alto vince 4 punti.
- Controfro: Se l'avversario quiera, la squadra ottiene 6 punti, se invece non viene quierata ne vengono ceduti 4.
- Controfro in arresto (o Controflor Resto/ con flor mi resto): Chi ha il punteggio più alto vince la partita. Se la controflor in arresto non viene quierata (in alcune zone il semplice no quiero non è sufficiente ma è obbligatorio dire "Controflor Passo") la squadra che l'ha chiamata prende 6 o 7 punti, a seconda delle varianti.

Collegato al concetto di Flor c'è anche
- Flor me achico (con flor me ne nchico): Un giocatore può decidere, prima di annunciare la sua Flor, di chiamarla achico. Facendo ciò, nel caso un'altra squadra dovesse avere Flor, la controfro in arresto non può essere chiamata. Tuttavia il giocatore che ha "chicato" la Flor, cede quattro punti alla squadra avversaria (come se non schierasse la Flor di risposta).
- Pedofro (o pito de Flor): Nel caso un giocatore non annunciando la propria Fro per evitare di cedere un punto in più all'avversario, viene scoperto (oppure si hanno sospetti su di lui) la squadra avversaria ha diritto a chiamare Pedofro. Nel caso il giocatore abbia effettivamente fro la squadra che l'ha nascosta perde la partita, se i sospetti fossero vani invece, a perdere la partita è chi ha chiamato pedofro.

### Il confronto del punto per la prima mano (Invito/Flor)
I punti dell'Invito e della Flor, vengono calcolati come è stato spiegato e nel caso ci sia stato il "Quiero" si devono "cantare" (ovvero dire a voce alta agli altri partecipanti) di modo che si possa confrontare chi abbia il punteggio più alto per poter assegnare i punti.
Nel caso due giocatori abbiano lo stesso punteggio, vince chi è "di mano": ovvero il primo giocatore a giocare la carta (più vicino al mazziere)
Quando un giocatore canta un punto o una Flor, deve poi durante il gioco dimostrare che il punto dichiarato sia quello realmente in suo possesso; nel caso non fosse così e gli avversari se ne accorgano, dicendo "Pito punti" (per l'invito) o "Pito Flor" per invitarli a mostrare le carte, al giocatore/coppia vengono tolti tutti i punti guadagnati nella mano (trucco compreso).
Nel caso il gioco per la conquista del trucco si chiuda subito e, quindi, il giocatore che vince l'invito (o la Flor) non giochi tutte le carte per guadagnare il trucco, quest'ultimo dovrà mostrare il punto dichiarato prima che le carte vengano messe nel mazzo, altrimenti vale quanto detto sopra (ovvero perdita di tutti i punti conquistati in quella mano)

### Truco
Ogni mano consiste nel giocare una alla volta tre carte. Il giocatore che fa due prese su tre guadagna un punto. In caso che una delle tre giocate sia in parità (detta "asì") il vincitore è chi ha la prima presa assoluta della partita. Nel caso, poi, che tutte e tre le mani siano in parità vince chi è "di mano".
Per stabilire quale carta prende sull'altra si usa la scala di carte riportata sopra.
Durante la mano si può scegliere di chiamare Truco:
- Truco: È un rilancio alla semplice mano, che dal valore di un punto varrà due.

La squadra alla chiamata di trucco può rispondere in tre modi:
- Quiero: Accetta la chiamata e gioca due punti contro gli avversari
- No quiero: Non accetta la chiamata del Truco e lascia un punto (la mano senza la chiamata di Truco) alla squadra avversaria
- Detruco (Quiero Detruco o Retruco): La squadra può rilanciare ulteriormente dicendo Detruco. In questo modo la posta in palio da 2 passa a 3 punti.

Al Detrucco l'altra squadra può rispondere:
- Quiero: Accetta la chiamata e gioca tre punti contro gli avversari
- No quiero: Non accetta il rilancio e lascia due punti alla squadra avversaria
- Dequattro (Quiero Dequattro o Vale Quattro): Si rilancia ancora, un ulteriore punto. La posta il palio diventa 4 punti

La squadra avversaria può rispondere agli avversari:
- Quiero: Accetta la chiamata e gioca quattro punti.
- No quiero: Non accetta il rilancio e lascia tre punti alla squadra avversaria

Una volta chiamato Dequattro non è possibile effettuare rilanci, ma in alcune varianti di gioco esiste il Vale Fuego o Vale Fuoco, in questo caso il rilancio vale la partita.

## Gli ammicchi
Quando si gioca in squadra è indispensabile fare conoscere le carte al proprio compagno, per aiutare la strategia di gioco. Per questo si usano i cenni, che generalmente in tutti i paesi sono
- Asso di spade: Si sollevano le sopracciglia guardando in su
- Asso di bastoni: Si chiude un occhio/ si simula il bacio
- Sette di spade: Si alza l'angolo sinistro della bocca/ si strizza un occhio
- Sette di denari: Si alza l'angolo destro della bocca/ si strizza un occhio
- I tre: Ci si morde il labbro inferiore
- I due: Si spingono le labbra chiuse in avanti simulando un bacio/ si abbassa un angolo della bocca
- Gli assi falsi: Si apre la bocca/ si fa la linguaccia
- 12, 11 o 10: si dice o le nere
- Invito alto: Si Ariccia il naso
- Invito basso: Si muove una spalla in avanti
- Stare "ciechi" (brutte carte): Si strizzano entrambi gli occhi.

Le carte vengono segnate in diversi modi in base al paese o grazie a un accordo tra i giocatori compagni.
I punti spesso vengono segnati solamente per alzata di spalle senza distinguere invito altro e basso.
Nel cennare le carte bisogna essere bravi a farlo velocemente, per non farsi vedere dalla squadra avversaria, ma bisogna stare attenti a far sì che il tuo compagno veda il cenno.

### Gergo
Nel trucco ci sono molte espressioni tipiche che vengono utilizzate durante il gioco.
- Vieni: è il modo in cui il Piede dice alla Mano (primo di mazzo) di giocare una carta bassa;
- Pretta: è il modo in cui il Piede dice alla Mano (primo di mazzo) di giocare una carta alta che possa vincere la mano;
- Sono cieco: non ho carte buone né per l'invito né per il trucco;
- Carte Brave: le carte più forti, i due assi di picche e fiori e i due sette di picche e denari;
- La prima: l'Invito;
- La seconda: il Trucco;
- Asì: due carte giocate dagli avversari che hanno lo stesso valore;
- Carta che non s'imparda al piè venga: modo colorato per dire alla mano che una parda sarebbe svantaggiosa:
- Cuando el sol parece de or con mucho gusto canto la Flor modo colorato e scherzoso per cantare la Flor;
- La prima es de oro/ vale dos: modo scherzoso per indicare l'importanza della prima mano.

### Attenzione durante il gioco
Il truco è un gioco molto "severo": ovvero nel caso, durante il gioco, un giocatore pronunci, anche senza volerlo fare (ma solo consultandosi con il compagno o per distrazione), le parole "invito", "flor" e "truco" è come se lo avesse fatto intenzionalmente e vengono considerate ai fini del gioco.
Esempio #1:
Giocatore 1: gioca la sua carta
Giocatore 2: gioca la sua carta
Giocatore 3: "Invito"
Giocatore 4 (rivolgendosi al giocatore 2): "ma ha detto Invito?"
In questo caso il giocatore 4, pur senza volere, è come se avesse rilanciato
Esempio #2:
Giocatore 1: "Invito e Truco"
Giocatore 2 rivolgendosi al compagno: "che dici? Io ho poco punto, ma per il truco ci starei"
Qui il giocatore 2 è come se avesse detto rilanciato per il truco
Esempio #3:
Giocatore 1: "Flor"
Giocatore 2: "ma che fortuna!!! È già la terza Flor!!"
Qui il giocatore 2 è come se avesse dichiarato di avere una Flor, per cui nel caso così non fosse vale quanto detto per le dichiarazioni errate (ovvero perdita di tutti i punti della mano)